# Галле (кратер)
Галле — ударный кратер на Марсе. Назван в честь астронома Иоганна Готфрида Галле. Впервые был сфотографирован космическим аппаратом «Викинг-1». Имеет диаметр 224 км.  Расположен в восточной части равнины Аргир. Координаты центра кратера 50°38′ ю. ш. 329°00′ в. д. / 50,63° ю. ш. 329° в. д.
Кратер иногда называют «кратер — счастливое лицо» из-за сходства со смайликом.
28 января 2008 года спутник «Mars Reconnaissance Orbiter» обнаружил второй «кратер-смайлик», но меньший, чем Галле. Он расположен в горах Нереид по координатам 45°06′ ю. ш. 55°00′ з. д. / 45,1° ю. ш. 55,0° з. д.